# 八文字長義
八文字長義（はちもんじちょうぎ、はちもんじながよし）は長さ約78センチメートルの太刀。日本美術刀剣保存協会が定める特別重要刀剣に登録されており、2020年時点では台湾の愛刀家が所持している。

## 来歴
八文字長義の名前は、かつて所持していた佐竹義重が永禄10年（1567年）多賀谷政経の援軍として出陣していた際に北条氏政の騎馬の武士を斬ったところ、兜ごと頭が両断され、それが馬の左右に分かれて落ちたことに由来するとされる。
大正6年（1917年）に佐竹家から小泉三申の元にあったが、昭和9年（1934年）に小泉家を離れた。
2000年に刀剣研究家の福永酔剣によって記された『大名家・著名家 刀剣目録』では佐竹家の名刀に挙げられているが、目録として挙げている昭和8年11月15日の「三申小泉家愛玩品入札」と昭和4年の9月から10月に渡った「本阿弥・親俊鑑定刀剣目録」のいずれにも挙げられていない。
日本美術刀剣保存協会によって2010年に特別重要刀剣に指定された。2020年2月9日、本作が3500万円で東京都内の古美術店にて販売されたことを受けて、twitterなどで関連する自治体が購入すべきとの意見が出たことを秋田魁新報が報じた。この時『秋田魁新報』では岡山県瀬戸内市でのクラウドファンディングによって購入された山鳥毛について紹介するなどした。この件に関して秋田市長の穂積志秋は2月13日の定例会見にて、金額の問題から手が出ないとの考えを述べた。他に秋田市文化振興課課長の納谷信広も総合的に見て難しいとする考えを述べ、秋田県文化財保護室の担当者も緊急性と必要性が低いとする考えを示した。日本美術刀剣保存協会秋田県支部長の工藤茂丸は、本作の里帰りにかかる費用について民間を巻き込めないかという提言をしている。最終的にこの刀は台湾の愛刀家が購入した。

## 作風

### 刀身
刃長（はちょう、刃部分の長さ）は、約78センチメートルある。幅が広く、表と裏に棒樋（ぼうひ）と呼ばれる溝が彫られている。目釘穴は2つあり、銘はない。地鉄は板目肌という、木の年輪のような模様を持つ。刃文は五の目乱れとなっている。